# José Manuel Rojas Olmedo
José Manuel Rojas Olmedo (Sevilla, 10 de abril de 1987) es un futbolista español quese desempeña principalmente como defensa central. Actualmente se encuentra sin equipo.

## Carrera de club
Nacido en Sevilla, Andalucía, Rojas era un producto de juventud en Atlético Madrid, haciendo sus debuts séniors con las reservas en 2006 y yendo en para aparecer con varios Tercera División y Segunda División B clubes durante sus años tempranos. En el 2009 verano una Murcia Real, pero apareció sólo con el B-equipo.
Rojas continuó aparecer en el tercer nivel en las estaciones siguientes, representando Reales Jaén, CD San Roque de Lepe, La Roda CF y Albacete Balompié. Con el último consiga promoción a Segunda División, apareciendo en 37 partidos y puntuando cuatro objetivos.
El 24 de agosto de 2014, envejeció 27, Rojas jugó su primer partido como profesional, empezando en un 2@–3 pérdida de casa en contra ANUNCIO Alcorcón. El 9 de enero, después de aparecer sobriamente, él rescinded su enlace, y firmado para SD Huesca horas más tarde..En junio de 2018, se anuncia su fichaje por el Xerez Deportivo FC, recién ascendido a Tercera División.

## Clubes
| Club                        | País   | Año       |
| --------------------------- | ------ | --------- |
| Atlético Madrid B           | España | 2006-2007 |
| Talavera CF                 | España | 2007-2008 |
| Club Atlético de Pinto      | España | 2008      |
| CD Puertollano              | España | 2009      |
| Real Murcia B               | España | 2009-2010 |
| Real Jaén                   | España | 2010-2011 |
| CD San Roque de Lepe        | España | 2012-2013 |
| La Roda CF                  | España | 2012-2013 |
| Albacete Balompié           | España | 2013-2015 |
| SD Huesca                   | España | 2015      |
| Hércules C. F.              | España | 2015-2017 |
| Club de Fútbol Villanovense | España | 2017-2018 |
| Xerez Deportivo FC          | España | 2018      |
| Coria CF                    | España | 2019-2020 |